# Bunshinsaba
Pour plus de détails, voir Fiche technique et Distribution.
Bunshinsaba (분신사바) est un film sud-coréen réalisé par Ahn Byeong-ki, sorti le 30 juillet 2004.

## Synopsis
Trois jeunes filles martyrisées par leurs camarades de classe utilisent un ouija pour se venger de ces dernières. Elles vont ainsi déclencher des évènements qui ne tarderont pas à échapper à tout contrôle...

## Fiche technique
- Titre : Bunshinsaba
- Titre original : 분신사바
- Titre anglais : Ouija Board
- Réalisation : Ahn Byeong-ki
- Scénario : Ahn Byeong-ki
- Production : Kim Yong-dae
- Musique : Lee Sang-ho
- Photographie : Kim Dong-cheon
- Montage : Park Sun-deok
- Pays d'origine : Corée du Sud
- Langue : coréen
- Format : Couleurs - 1,85:1 - Dolby Digital - 35 mm
- Genre : Horreur
- Durée : 92 minutes
- Date de sortie : 30 juillet 2004 (Corée du Sud)

## Distribution
- Kim Gyu-ri : Lee Eun-ju
- Lee Se-eun : Lee Yu-jin
- Lee Yu-ri : Kim In-suk
- Choi Seong-min : Han Jae-hun
- Choi Jeong-yun : Ho-kyeong